# (196000) Izzard
(196000) Izzard ist ein Asteroid des äußeren Hauptgürtels, der am 15. September 2000 vom US-amerikanischen Amateurastronomen Robert D. Matson entdeckt wurde, auf Aufnahmen des Projektes Near Earth Asteroid Tracking (NEAT), die mit dem 120-cm-Oschin-Schmidt-Teleskop des Palomar-Observatoriums (IAU-Code 644) in Kalifornien gemacht worden waren. Unbestätigte Sichtungen des Asteroiden hatte es schon im Oktober 1997 (1997 UW23) an der Anderson Mesa Station des Lowell-Observatoriums in Arizona gegeben.
Der mittlere Durchmesser des Asteroiden wurde mit 3,714 km (±0,850) berechnet, die Albedo mit 0,067 (±0,033).
Die Bahndaten von (196000) Izzard entsprechen der Themis-Familie, einer Gruppe von Asteroiden, die nach (24) Themis benannt wurde.
(196000) Izzard wurde am 9. Februar 2009 nach dem britischen Komiker und Schauspieler Eddie Izzard benannt.